# Кристела
«Кристела» (англ. Cristela) — американский телевизионный сериал, созданный Кристелой Алонсо, которая также является исполнительницей главной роли, который выйдет на ABC в сезоне 2014—2015 годов. Премьера состоялась 10 октября 2014 года. В центре сюжета находится студентка юридической школы Кристела, которая наконец находит неоплачиваемую стажировку в престижной юридической фирме. Единственная проблема заключается в том, что её стремление к успеху подавляется её консервативной мексиканско-американской семьей.
7 мая 2015 года канал закрыл ситком после одного сезона.

## Производство
В августе 2013 года было объявлено, что стендап комик Кристела Алонсо продала сценарий мультикамерного полуавтобиографического ситкома ABC. В начале 2014 года, когда начался пилотный сезон, канал не дал сценарию зелёный свет на производство. Тем не менее 26 февраля было объявлено, что канал дал проекту так называемое «доказательство концепции» и съемки не полноценного пилота, а лишь презентации. В следующем месяце Карлос Понсе, Терри Ойос, Эндрю Лидс и Сэм Макмюррей получили регулярные, а Сара Хэлфорд периодическую роли в доказательстве концепции/презентации производства 20th Century Fox Television.
Так как бюджета на съемки пилота ABC не выделил, 20th Century Fox Television снимал его в декорациях их ситкома «Последний настоящий мужчина» после двух дней репетиций. За десять дней до начала апфронтов, проект без бюджета и громких имен смог победить такие крупные пилоты как «Уинклеры» с Генри Уинклером и Джудит Лайт и шоу Кевина Харта. 20th Century Fox Television снимал презентацию на $ 500,000, полученных ранее от продажи сценария для канала. 8 мая 2014 года, ABC заказал съемки первого сезона сериала для трансляции в телесезоне 2014-15 годов.
24 ноября 2014 года канал продлил шоу на полный сезон из 22 эпизодов.

## Актёры и персонажи
- Кристела Алонсо в роли Кристелы
- Мария Кэнелс-Баррера в роли Даниэллы
- Карлос Понсе в роли Феликса
- Терри Ойос в роли Натальи
- Эндрю Лидс в роли Джоша
- Сэм Макмюррей в роли Трента